# ابراهیم بن عبدالعزیز لوزی
ابراهیم بن عبدالعزیز لوزی (۱۲۱۷–۱۲۸۸م) نویسنده و تاریخ‌نگار اندلسی در سدهٔ هفتم هجری بود که بیشتر در دمشق زیست. او در شام، قاضی مالکی‌ها شد، سپس در دارالحدیث ظاهریه، استاد بزرگ برگزیده شد. به هنگام حج در ینبع درگذشت. اختصار وفیات الأعیان را در سه جزء نگاشت.